# Cédula de identidad (Argentina)

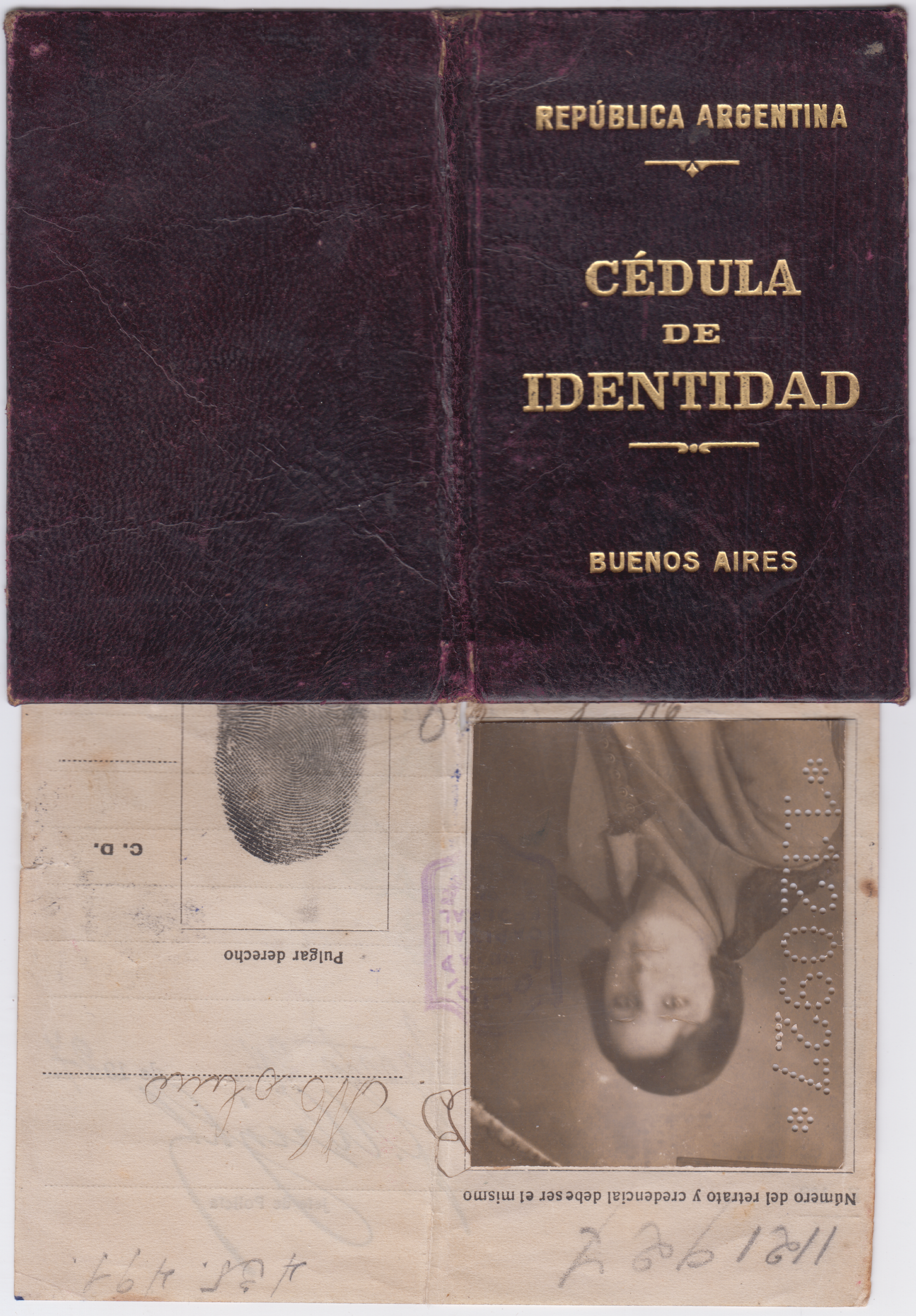
Antigua cédula de identidad emitida en 1927 por la Policía de la Capital.

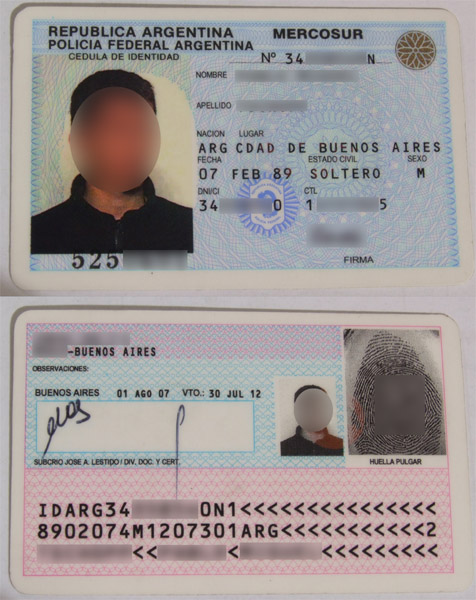
Cédula de Identidad Argentina. Año 2007.

En Argentina, la cédula de identidad fue un documento de identidad que otorgaba la Policía Federal hasta el 1 de marzo de 2011 (24 de febrero en algunos lugares). Las que tengan vigencia pueden emplearse para los propósitos legales de identificación de la persona casi a cualquier efecto, con ciertas excepciones como el sufragio y los trámites bancarios.
A partir del 1 de marzo de 2011 la cédula de identidad deja de emitirse. La disposición del Poder Ejecutivo Nacional y del Ministerio de Seguridad se justifican en la superposición en la que se encontraba la cédula desde la creación del DNI tarjeta. Junto con esta medida, en dicha disposición se prevé que los Pasaportes pasen a ser confeccionados por el Registro Nacional de las Personas (Renaper), documento que hasta esa fecha también era emitido por la institución policial.
Aunque la ley N.º 17.671 de Identificación, Registro y Clasificación del Potencial Humano Nacional, dictada en 1968, estipula en su artículo 13 que ningún medio de identificación puede suplir al Documento Nacional de Identidad que expide el Renaper, la Policía Federal expedía la cédula tradicionalmente como medio de asegurar que el identificado no contaba con causas judiciales pendientes ni antecedentes penales. Su posesión no era obligatoria.
La cédula toma la forma de una tarjeta plastificada o plástica, de 8,560 × 5,398 cm, de acuerdo al estándar ISO 7810. Lleva al frente la fotografía del rostro del titular, a tres cuartos de perfil derecho (Aunque en los últimos ejemplares la foto era frontal), su nombre, apellidos, fecha de nacimiento, estado civil y número de DNI, además del número de la cédula propiamente dicho, que es idéntico al número de pasaporte en caso de poseerse; al dorso, reitera la foto, acompañada de la impresión del dígito pulgar derecho y la codificación de los datos en el formato ICAO 9303, legible por dispositivos de reconocimiento óptico de caracteres.
La mayor comodidad del formato ha llevado a que mucha gente la emplee como medio de identificación habitual, con preferencia al DNI, más grande, frágil y de renovación más engorrosa, hasta la creación del nuevo DNI, cuyo formato lo vuelve más ágil y dinámico. 
La Cédula de Identidad constituía identificación suficiente a los fines de la ley N.º 23.950, de Averiguación de Antecedentes, que faculta a la policía a retener durante un plazo máximo de diez horas a los mayores de edad carentes de medios fidedignos de identificación, en caso de hallarse en actitud sospechosa.
Desde la conformación del Mercosur, la cédula emitida por la Policía Federal podía emplearse como identificación al cruzar la frontera argentina con cualquiera de sus países vecinos y como forma legal de identificación en estos. En su último formato, llevaba en el frente la leyenda Mercosur y tenía una duración, al igual que el pasaporte, de 5 años; su costo a febrero de 2011, era de $17 (ARS) en la Ciudad de Buenos Aires. Desde el 1 de enero de 2015 la Cédula de Identidad no es válida para cruzar la frontera.